# Bruno Preisendörfer

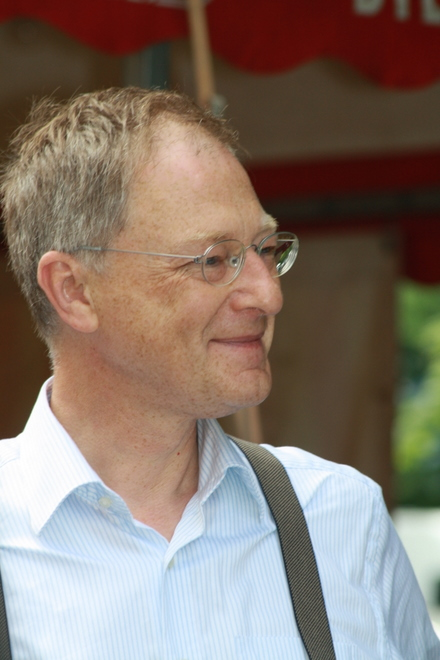
Bruno Preisendörfer (2009)

Bruno Preisendörfer (* 1957 in Kleinostheim) ist ein deutscher Schriftsteller. Er schreibt sowohl Sachbücher als auch Belletristik und veröffentlicht auch unter dem Pseudonym Bruno Richard.

## Leben
Von 1967 bis 1970 besuchte er das Egbert-Gymnasium Münsterschwarzach mit Internat der Benediktiner, danach von 1970 bis 1974 eine kaufmännische Realschule, schließlich von 1974 bis 1977 die Hohe Landesschule in Hanau. Nach dem Abitur leistete er in Frankfurt am Main seinen Zivildienst und arbeitete danach als Angestellter in einem Obdachlosenheim. Anschließend studierte Preisendörfer Germanistik, Politikwissenschaften und Soziologie. 1982 zog er nach Berlin, wo er noch heute lebt, und schloss 1986 das Studium ab. 1997 wurde Preisendörfer in Berlin mit der Arbeit Staatsbildung als Königskunst promoviert. Von 1987 bis 1997 arbeitete er in verschiedenen Ressorts beim Berliner Stadtmagazin Zitty, ab 1995 als Redaktionsleiter. Von 1995 bis 1999 war er zudem Redakteur der Zeitschrift Freibeuter im Wagenbach-Verlag.
Heute lebt Bruno Preisendörfer als freier Schriftsteller.

## Bibliografie

### Prosa
- Desaster. Roman. S. Fischer, Frankfurt a. M. 2002, ISBN 3-10-007120-4.
- Die letzte Zigarette. Ein Liebesroman. Eichborn, Frankfurt a. M. 2006, ISBN 3-8218-0776-8; TB-Ausgabe: Goldmann, München 2008, ISBN 978-3-442-46409-8.

El último cigarrillo – una novela de amor. Übersetzt von Teresa Barba y Clemens Lahner. 451 Ed., Madrid 2008, ISBN 978-84-96822-33-7.
- Die Beleidigungen des Glücks. Erzählungen. Liebeskind, München 2006, ISBN 3-935890-35-4
- Die Vergeltung. Roman. Liebeskind, München 2007, ISBN 978-3-935890-44-1.
- Manneswehen. Roman. Eichborn, Frankfurt a. M. 2009, ISBN 978-3-8218-6103-6.
- Fifty Blues. Roman. Psychosozial-Verlag, Gießen 2012, ISBN 978-3-8379-2164-9.
- Candy oder Die unsichtbare Hand. Nach einem berühmten Vorbild des Herrn von Voltaire erzählt und auf den Stand der neuen Weltordnung gebracht. Illustrationen: Wolfgang Würfel. Verlag Das Arsenal, Berlin 2011, ISBN 978-3-931109-63-9
- Die Schutzbefohlenen. Roman. Psychosozial-Verlag, Gießen 2013, ISBN 978-3-8379-2251-6.

### Sachbuch
- Psychologische Ordnung - groteske Passion. Opfer und Selbstbehauptung in den Romanen von Karl Philipp Moritz. Zugl.: Berlin, Freie Univ., Magisterarbeit, 1986. Röhrig Verlag, St. Ingbert 1987, ISBN 3-924555-20-6
- Staatsbildung als Königskunst. Ästhetik und Herrschaft im preußischen Absolutismus. Zugl.: Berlin, Freie Univ., Diss., 1997. Akademie Verlag, Berlin 2000, ISBN 3-05-003503-X.
- Das Bildungsprivileg. Eichborn, Frankfurt a. M. 2008, ISBN 978-3-8218-5699-5.
- Der waghalsige Reisende. Johann Gottfried Seume und das ungeschützte Leben. Galiani Berlin, Köln 2012, ISBN 978-3-86971-060-0.
- Hat Gott noch eine Zukunft? Glaube – Alltag – Transzendenz. S. Hirzel Verlag, Stuttgart 2013, ISBN 978-3-7776-2286-6.
- Als Deutschland noch nicht Deutschland war. Reise in die Goethezeit. Galiani Berlin, Köln 2015, ISBN 978-3-86971-110-2.
- Als unser Deutsch erfunden wurde. Reise in die Lutherzeit. Galiani Berlin, Köln 2016, ISBN 978-3-86971-126-3.
- Die Verwandlung der Dinge. Eine Zeitreise von 1950 bis morgen. Galiani Berlin, Köln 2018, ISBN 978-3-86971-166-9.
- Als die Musik in Deutschland spielte. Reise in die Bachzeit. Galiani Berlin, Köln 2019, ISBN 978-3-86971-190-4.
- Als Deutschland erstmals einig wurde. Reise in die Bismarckzeit. Galiani Berlin, Köln 2021, ISBN 978-3-86971-200-0
- Sätze, die die Welt verändern. Eine Gedankenreise von Sokrates bis Nietzsche. Galiani Berlin, Köln 2023

## Auszeichnungen
- 1998: Würth-Literaturpreis  (Preisfrage gestellt von Aleksandar Tišma)
- 2000: Arbeitsstipendium des Berliner Senats
- 2001: Arbeitsstipendium des Kulturfonds der Länder
- 2004: Aufenthaltsstipendium Künstlerdorf Schöppingen
- 2005: Baldreit Stipendium Baden-Baden
- 2009: Arbeitsstipendium des Berliner Senats
- 2011: Arbeitsstipendium der Stiftung Preußische Seehandlung
- 2012: „Grenzgänger“-Reisestipendium der Robert Bosch Stiftung
- 2016: NDR Kultur Sachbuchpreis für Als unser Deutsch erfunden wurde. Reise in die Lutherzeit